# 파리드 자카리아
파리드 자카리아(힌디어: फ़रीद राफ़िक़ ज़कारिया, 1964년 1월 20일~)는 인도계 미국인의 언론인이자 작가이다. 그는 CNN의 파리드 자카리아 GPS의 호스트이며 워싱턴 포스트에 대한 주간 칼럼을 쓴다. 그는 뉴스 위크 국제 에디터의 칼럼니스트 및 공동 편집자의 저자이다.

## 인물
자카리아는 무슬림 가족, 봄베이, 마하라슈트라 주, 인도에서 태어났다. 그의 아버지, 라피크 자카리아는 인도 국민 회의와 울라마와 관련된 정치인이었다.
그의 어머니, 파티마 자카리아는 선데이 타임스(인도)의 편집장이었다.
자카리아는 성당과 존 코논 학교를 참석하였고, 그는 예일 대학에서 학사 학위를 받은 그는 예일 정치 연합 회장, 예일 정치 월간 편집장으로 활동해왔다.
1993년, 그는 하버드 대학에서 철학 박사를 취득하고 그가 새뮤얼 P. 헌팅턴과 스탠리 호프만뿐만이 아니라 국제 관계 이론가 로버트 케로네와 함께 공부했다.

## 경력
하버드에서 미국의 대외 관계에 대한 연구 프로젝트를 지시한 후, 자카리아는 그의 지도아래 28세의 나이에 1992년 외교 편집장이 되었다. 잡지는 재설계 및 격월 일정에 분기에서 이동되었다. 그는 국제 관계에 대한 세미나를 가르치다가 콜롬비아 대학에서 겸임 교수로 재직하였다고 한다.
그는 2000년 10월, 뉴스 위크 주간 칼럼니스트가 되었고, 뉴스 위크 국제 편집장으로도 지명되었다고 한다.
2010년 8월, 그는 뉴스 위크에서 발표했다. 그는 지금 워싱턴 포스트에 대한 주간 칼럼을 쓰고 "대서양 월간"을 포함하여 대서양 미디어 그룹에 대한 편집을 기여하였다. 그는 웹 잡지 칼럼니스트로, 짧은 기간 동안 뉴욕 타임즈, 월스트리트 저널, 더 뉴요커, 새로운 공화국을 위한 다양한 슬레이트로 편집하였다고 한다.
자카리아는 미국의 세계 역할의 비정상적인 기원, 자유의 미래, 그리고 미국의 세계는 모두 그가 편집한 책이였다고 한다. 그의 마지막 두 권의 책은 뉴욕 타임즈 베스트 셀러로 뽑혔고, 25개의 이상의 언어로 번역했고, 2011년 미국의 세계의 업데이트 및 확장 에디션을 ("릴리스 2.0")으로 출판했다.
자카리아는 ABC의 일요일 아침 원탁 회의의 일원이었다가 디스 위크 조지 스테퍼노펄러스(2002~2007)와 함께 뉴스를 진행하였고, 매주 TV뉴스 쇼, PBS에 파리드 자카리아의 외환(2005~2007)을 진행하였다. 그리고 그는 CNN에 입사하고 난 뒤 2008년 6월 1일부터는 매주 일요일 아침 10시(UTC)에 파리드 자카리아 GPS(Global Public Square)를 진행하고 있다.
2013년, 그는 HBO 시리즈 부회장이 되었다.

## 정치적 견해
"중도주의" 내지는 보수적이며, 정치적 자유주의로 다양하게 설명되어 있지만 급진적 중도로 자카리아 자체를 식별한다. 그는 그에게 무슨 일이 일어나고 어디에서 있는 것을 조지 스테퍼노펄러스가 2003년 그에게 말했다. "그는 너무 정치에 정통하고 그리고 그는 분류 할 수도 없고 나는 확신 할 수 없다"고 말했다. 자카리아는 "새로운 세계가 새로운 생각을 요구하고 있다" 고 덧붙였다. "이 시대의 문제에 대한 적절한 해결책을 제안하기 때문에 보수주의는 1970년대와 1980년대에 강력하게 성장해왔었다"고 2008년 2월에 말했다. 그는 2008년 민주당 차 캠페인 기간동안 대통령 버락 오바마를 지지했다고 한다. 2009년 1월, 포브스가 미국 언론에서 가장 영향력있는 자유주의자 중 하나가 자카리아라고 했다. 자카리아는 내가 내 일 측면 하려고하지만 지상에 무슨 일이 일어나고 어떻게 생각하는지 설명할지도는 일부 느낌의 말이었다고 한다. 모든 유형에 전념 할 수 없는 거라고도 주장했다고 한다. 이것은 내 팀이고 나는 그들과 상관없이 응원하지 않을 것이라고도 말할 수가 없었다.

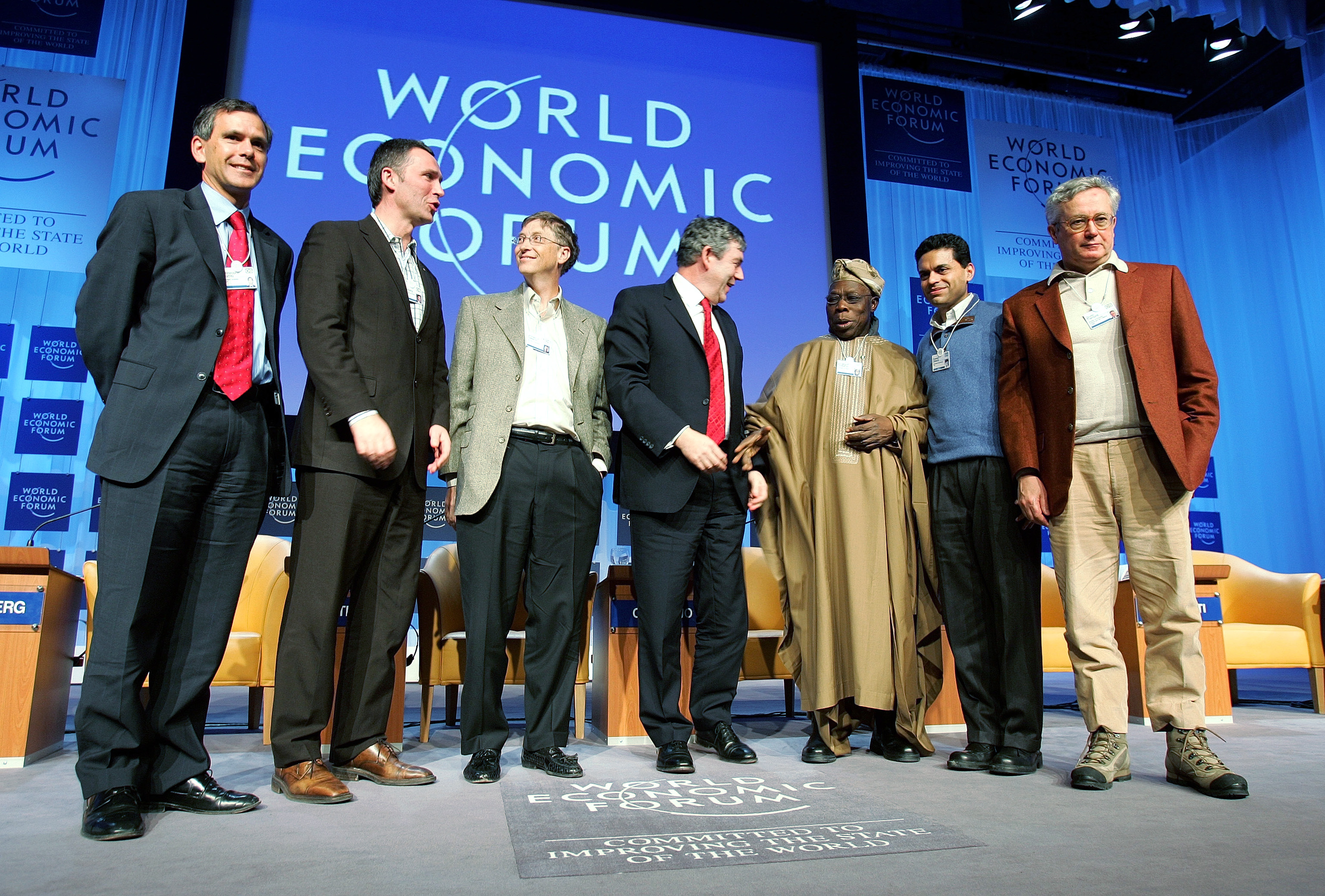
2006년 스위스 다보스 세계 경제 포럼에서 (오른쪽에서 두 번째)

자카리아는 "서구의 다른 공공 사상가보다는 더 넓은 지적 범위와 통찰력을 가질 수 있다"라는 말을 데이비드 샤리브먼이 보스턴 글로브에 썼다. 2003년, 헨리 키신저 전 국무 장관이 자카리아에 대해서 "1세대를 영어로 말했고, 클래스의 마음과는 통념에 대해 실행하는 일을 좋아한다"고 했다. 그러나 2011년, New Republic은 자카리아를 과대평가된 인사("Over-Rated Thinkers") 중 한 명으로 꼽았는데, 선도적으로 사상을 제시하기보다는 어떤 중대한 사건과 현상에 대해 시대적 조류에 따르는 평범한 분석을 제시한다는 점이 그 이유였다. 더불어, 그에 대해 엘리트주의와 평범성으로 혼합된 매력적이지 않다는("This mix of elitism and banality is unattractive.") 평가를 내리기도 하였다.
자카리아의 책에는 자유의 미래와 미국 세계를 포함했다고 한다. 자유의 미래는 서방 세계의 민주주의로 정의하는 것이다. 자유 민주주의와 헌법 자유주의의 참여 정치의 조합이 실제로 있음을 주장했다고 한다. 자카리아는 자유의 보호와 서유럽 세기에 의해 법률 실제로 선거의 규칙이 인기가 있다. 국가는 자유의 보호없이 선거를 채택할 때 그들은 "편헙한 민주주의"를 만드는 것이라고 지적했다. 포스트는 미국 세계 금융 위기 이전인 2008년에 출판된 현대의 가장 중요한 경향을 중국, 인도, 브라질의 경제 출현 및 기타 국가의 "나머지의 상승"이라고 주장했다.
2006년, 자카리아 또는 그가 테러 퇴치뿐만이 아니라, 이민, 마약, 밀수 법을 집행할뿐만 아니라 고용 "두려움 기반"이라는 미국의 정책으로 전망하고, 현재 불법 이민자에 대한 약물의 비범죄화와 시민의 찬성을 주장했다. 자신의 견해를 참조하면 레온 와이즈텔러 백악관의 시볼레스에 대해 "자카리아를 유능한 대변인으로 새롭고 세상적이고 매끄럽다고 설명했다. AT에 대한 지금 세계에서 미국의 역할에 대한 진보 주의적 사고의 특성을 민주주의와 우리의 외교 정책의 중심 목표로 인권과 최고 수준의 조바심이 있다"고 말했다.
2008년, 미국 대통령 선거 전에 오바마 대통령은 그의 CNN 프로그램에 출연하였고, 2011년 5월, 뉴욕 타임스는 오바마 대통령이 "파리드 자카리아와... 같은 언론인"을 보고 토머스 프리드먼은 "중동에 관한 문제였다"고 한다.
"그들은 우리를 미워하는 이유" 뉴스 위크 커버 에세이 9/11 자카리아는 이슬람 극단주의가 근본적으로 이슬람에 뿌리를 두지 않으며 미국의 외교정책에 대한 반응을 청구할 수 있다고 주장했다. 그는 극단적인 종교적 반대를 사육 아랍 사회의 정치/경제/사회침체에 문제가 있다고 한다. 그는 대량 학살을 정당화하기 위해서 종교를 사용 극단의 긴 줄에 하나를 오사마 빈 라덴을 묘사했다. 자카리아는 아랍 국가보다 개방적이고 역동적인 사회를 만들 수 있는 세대 간 노력에 대한 것을 주장하여 이슬람은 현대 세계를 입력 할 수 있도록 도와줬다.
자카리아는 2003년 이라크 침공을 지원했다. 그는 유엔 공인 조작을 강제로 하고 약 40만 군대보다 실제로 조지 워커 부시 대통령 정부에 의해 고용되었다고 한다. 그러나 그는 곧 비평가가 되었다. 전쟁 계획에 반대뿐만이 아니라 그는 자주 부시 행정부가 이라크의 점령을 실행중인 방식을 비판했다. 그는 군대의 해산에 대해 주장과 관료는 "드바티픽션"이라는 프로그램을 지원했다. 그는 이라크에서 작동하는 민주주의가 아랍 정치를 위한 강력한 새로운 모델이 될것이라고 주장을 계속하지만 정직한 회계 처리가 침략의 비용이 이익보다 훨씬 높아야 한다는 것을 제안했다. 2007년 3월, 그는 이라크 서지를 반대했다. 그는 여전히 이라크가 세 개의 지역 사회로 나뉘어야 하지만 정치적과 군사적일 것이라는 점을 기록했다. 대신 그는 미국 정부가 수니파, 시아파 아랍인과 쿠르드족 사이의 정치적 해결을 위해 열심히 밀어 6만명 군대가 감소될 것이라고 주장했다. 그는 나중에 서지가 군사적으로 성공한다고 하지만 정치적 컴팩트를 생산하지 않아 이라크가 화합, 민주주의, 그리고 유산 훼손, 종파 라인을 따라 나누는 게 남아있다.

## 수상 경력
자카리아는 국립 잡지 상을 다섯 번을 수상받았고, 피버디 상을 수상했다고 한다. 그리고 그는 에미상에 노미네이트가 되었다.
그는 하버드 대학교, 브라운 대학교, 존스 홉킨스 대학교, 마이애미 대학교, 오벌린 대학교, 베이츠 대학교, 그리고 오클라호마 대학교에서 명예 학위를 받았다고 한다.
2010년 1월, 자카리아는 저널리즘 분야에 대한 그의 기여에 인도 정부의 파드마 부슈만이라는 상을 받았다.
그는 외교 협회, 뉴 아메리카 재단, 콜롬비아 대학의 국제 교류, 시민 및 글로벌 리더십 그리고 셰익스피어의 회사에 대한 뉴욕의 콜린 파월 학교의 시티 칼리즈 보드를 제공했다고 한다. 그는 예일 대학과 3국 위원회의 이사였다고 한다.

## 표절 논란
2012년 8월, 뉴욕커 기사에 대한 유사성과 총기 문제로 자카리아는 표절 혐의 조사로 인하여 프로그램은 중단되고 말았다. 성명을 통해 자카리아는 그가 끔찍한 실수를 저질렀다며 사과했다. 나중에 자신의 연구 노트와 사전 논평의 리뷰를 검토한 결과 시간은 "고립"과 "의도"로 사건을 설명했다. 그리고 CNN은 "우리는 서스펜션을 계속 할 만했다 아무것도 찾을 수가 없다"고 말했다.

## 개인
자카리아는 귀화 미국 시민이다. 그는 현재 그의 아내, 폴라 토락머턴 자카리아, 아들 오마르, 딸 라일라, 소피아와 뉴욕시에 거주하고 있다.

## 참고 문헌
- In Defense of a Liberal Education, Fareed Zakaria, (W.W. Norton & Company; 2015) ISBN 0-393-24768-8 {{isbn}}의 변수 오류: 유효하지 않은 ISBN.
- The Post-American World, Release 2.0, Fareed Zakaria, (W.W. Norton & Company; 2011) ISBN 0-393-08180-X
- The Post-American World, Fareed Zakaria, (W.W. Norton & Company; 2008) ISBN 0-393-06235-X
- The Future of Freedom: Illiberal Democracy at Home and Abroad, Fareed Zakaria, (W.W. Norton & Company; 2003) ISBN 0-393-04764-4
- From Wealth to Power, Fareed Zakaria, (Princeton University Press; 1998) ISBN 0-691-04496-1
- The American Encounter: The United States and the Making of the Modern World Essays from 75 Years of Foreign Affairs, edited by James F. Hoge and Fareed Zakaria, (Basic Books; 1997) ISBN 0-465-00170-X